# Stor punktamarant
Stor punktamarant (latin: Lagonosticta nitidula) er en fugleart, der lever i det sydlige-centrale Afrika.